# Incursión israelí sobre el norte de Cisjordania de agosto de 2024
El 28 de agosto de 2024, Israel lanzó la mayor operación militar en el norte de Cisjordania en más de 20 años desde la Operación Escudo Defensivo en 2002, en una escalada significativa de las continuas incursiones israelíes en la región contra las milicias palestinas durante la actual guerra entre Israel y Hamás. El gobierno de Israel denomina a su incursión con el nombre de operación Campamentos de verano, y la justifica como respuesta a un fallido atentando suicida en Tel Aviv.

## Descripción
El portavoz de las Fuerzas de Defensa de Israel (FDI), Avichay Adraee, anunció la operación antiterrorista autodeclarada en una declaración conjunta con el Shin Bet. El ministro de Asuntos Exteriores israelí, Yisrael Katz, declaró que la operación era una "guerra en toda regla" centrada en acabar con las "infraestructuras terroristas", acusando a Irán de intentar establecer un "frente terrorista oriental" contra Israel en Cisjordania financiando y armando a militantes locales. La operación israelí se produjo tras un fallido atentado suicida en Tel Aviv perpetrado por un agente de Hamás y tras llamamientos de la insurgencia palestina a la renovación de los atentados contra intereses de Israel.
La operación militar se centra en las ciudades de Tulkarem y Yenín, con cientos de tropas de las FDI involucradas, así como excavadoras y apoyo aéreo. También se informó de operaciones en el campo de refugiados de Al-Fara'a, cerca de Tubas. Las FDI bloquearon los puntos de entrada a Tulkarem y Yenín, y también rodearon dos hospitales en Tulkarem. Más de 650 palestinos en Cisjordania, incluidos hombres armados y civiles, fueron asesinados desde el ataque del 7 de octubre, mientras que 27 israelíes, incluidos civiles y fuerzas de seguridad, murieron en ataques palestinos dentro de Israel y Cisjordania.

## Respuestas
El secretario general de la ONU, António Guterres, pidió a Israel que pusiera fin a sus operaciones en Cisjordania. El portavoz del secretario general de la ONU dijo que Israel debería “ejercer la máxima moderación y usar la fuerza letal solo cuando sea estrictamente inevitable para proteger la vida”. El embajador israelí ante la ONU respondió diciendo que Israel no esperará a que haya atentados suicidas, y agregó que Irán estaba contrabandeando bombas. Estados Unidos pidió a Israel que protegiera a los civiles en Cisjordania durante sus operaciones y reconoció el razonamiento de seguridad israelí para la operación.
En respuesta, Hamás ha pedido a los palestinos de Cisjordania que se rebelen y ha culpado de la escalada al apoyo de los Estados Unidos a Israel. También ha pedido a las fuerzas de seguridad de la Autoridad Palestina que se unan a la lucha contra Israel. La Autoridad Nacional Palestina condenó la operación y pidió a los Estados Unidos que intervengan.